# تويفو سالونين
تويفو سالونين (بالفنلندية: Toivo Salonen)‏ هو متزلج سريع فنلندي، ولد في 21 مايو 1933 في Pälkäne ‏ في فنلندا.

## وصلات خارجية
- تويفو سالونين على موقع SpeedSkatingBase.eu (الإنجليزية)
- تويفو سالونين على موقع SpeedSkatingNews.info (الإنجليزية)
- تويفو سالونين على موقع SpeedSkatingStats.com (الإنجليزية)
- تويفو سالونين على موقع اللجنة الأولمبية الدولية (الإنجليزية)
- تويفو سالونين على موقع أوليمبيديا (الإنجليزية)